# Urê huyết
Urê huyết / Urê máu / Uremia là tình trạng có nồng độ urê cao trong máu. Urê là một trong những thành phần chính của nước tiểu. Nó có thể được định nghĩa là sự dư thừa của các sản phẩm cuối cùng của chuyển hóa amino acid và protein, chẳng hạn như urê và creatinine, trong máu thường được bài tiết qua nước tiểu. Hội chứng urê huyết có thể được định nghĩa là các biểu hiện lâm sàng cuối cùng của suy thận.  Đó là các dấu hiệu, triệu chứng và kết quả từ các xét nghiệm trong phòng thí nghiệm do sự bài tiết, chức năng điều tiết và nội tiết của thận là không đủ. Cả hai chứng urê huyết và hội chứng urê huyết đã được sử dụng thay thế cho nhau để biểu thị nồng độ urê huyết tương rất cao đó là kết quả của suy thận.  Các ký hiệu cũ sẽ được sử dụng cho phần còn lại của bài viết.
Azotemia là một từ khác để chỉ mức độ urê cao và được sử dụng chủ yếu khi sự bất thường có thể được đo lường về mặt hóa học nhưng chưa nghiêm trọng đến mức gây ra các triệu chứng. Urê máu mô tả các biểu hiện bệnh lý và triệu chứng của bệnh azotemia nặng.
Không có thời gian cụ thể cho sự khởi phát của urê huyết đối với những người bị mất dần chức năng thận. Những người có chức năng thận dưới 50% (tức là mức lọc cầu thận [GFR] trong khoảng từ 50 đến 60 mL) và trên 30 tuổi có thể bị tiểu niệu ở mức độ. Điều này có nghĩa là ước tính khoảng 8 triệu người ở Hoa Kỳ có GFR dưới 60 ml có triệu chứng tiết niệu. Các triệu chứng, chẳng hạn như mệt mỏi, có thể rất mơ hồ, làm cho chẩn đoán suy giảm chức năng thận. Điều trị bệnh này bằng cách thực hiện lọc máu hoặc ghép thận.

## Dấu hiệu và triệu chứng
Các dấu hiệu cổ điển của urê huyết là: yếu dần và dễ mệt mỏi, chán ăn do buồn nôn và nôn, teo cơ, run, chức năng tâm thần bất thường, hô hấp nông thường xuyên và nhiễm toan chuyển hóa. Nếu không được can thiệp thông qua lọc máu hoặc ghép thận, urê huyết do suy thận sẽ tiến triển và gây ra tình trạng choáng váng, hôn mê và tử vong. Bởi vì urê huyết chủ yếu là hậu quả của suy thận, các dấu hiệu và triệu chứng của nó thường xảy ra đồng thời với các dấu hiệu và triệu chứng khác của suy thận.